# Carla Swart
Carla Swart (* 26. November 1987 in Graaf-Reinet; † 19. Januar 2011 in der Provinz Freistaat) war eine südafrikanische Radrennfahrerin.

## Leben

### Karriere
2009 belegte Carla Swart bei der Tour of Prince Edward Island Platz sechs in der Gesamtwertung. Im Jahr darauf wurde sie Zehnte des Einzelrennens bei den Straßen-Weltmeisterschaften in Geelong und Achte im Straßenrennen bei den Commonwealth Games in Delhi. Zudem wurde sie Dritte der südafrikanischen Straßenmeisterschaft und Zweite in der Nachwuchswertung der Tour de l’Aude Cycliste Féminin.

### Tod
Am 19. Januar 2011 wurde Carla Swart, die seit vielen Jahren in den Vereinigten Staaten gelebt hatte, während des Trainings in Südafrika von einem Lastwagen angefahren und erlitt tödliche Verletzungen. Sie hatte auf der Straße gewendet, da sie ihren Fahrrad-Computer verloren hatte, dabei mutmaßlich vergessen, dass in Südafrika – anders als in den USA – Linksverkehr herrscht und dadurch einen Lastwagen übersehen, der sich von hinten näherte, und stieß mit diesem frontal zusammen.
Der Präsident des südafrikanischen Radsportverbandes Hendrik Lemmer sagte nach Swarts Tod: „I think she would have been the greatest cyclist in our history if she had lived.“ (engl.= „Wenn sie weitergelebt hätte, wäre sie meiner Meinung nach die größte Radsportlerin unserer Geschichte geworden.“) In Erinnerung an sie wurde vom Lees-McRae College, das sie in den USA besucht hatte, eine Carla Swart Memorial Scholarship eingerichtet.

## Teams
- 2009–2010 MTN
- 2011 HTC-Highroad Women